# جيمس هنري فلمنج
جيمس هنري فلمنج هو عالم طيور كندي، ولد في 5 يوليو 1872 في تورونتو في كندا، وتوفي بنفس المكان في 27 يونيو 1940.